# ألفونسو جوردن
ألفونسو جوردن (بالإنجليزية: Alphonso Jordan)‏ هو لاعب القفز الثلاثي أمريكي، ولد في 1 نوفمبر 1987 في إل باسو في الولايات المتحدة.

## وصلات خارجية
- ألفونسو جوردن على موقع الاتحاد الدولي لألعاب القوى (الإنجليزية)
- ألفونسو جوردن على موقع TFRRS.org (الإنجليزية)
- ألفونسو جوردن على موقع اللجنة الأولمبية والبارالمبية الأمريكية (الإنجليزية)